# Pimelea longiflora
Pimelea longiflora är en tibastväxtart. Pimelea longiflora ingår i släktet Pimelea och familjen tibastväxter.

## Underarter
Arten delas in i följande underarter:
- P. l. eyrei
- P. l. longiflora